# Lijst van voetbalinterlands Brunei - Thailand
Deze lijst van voetbalinterlands is een overzicht van alle officiële voetbalinterlands tussen de nationale teams van Brunei en Thailand. De landen hebben tot nu toe acht keer tegen elkaar gespeeld. De eerste ontmoeting, een kwalificatiewedstrijd voor de Azië Cup 1972, vond plaats in Bangkok op 24 mei 1971. Het laatste duel, een groepswedstrijd tijdens de Zuidoost-Azië Cup 2022, werd gespeeld op 20 december 2022 in Kuala Lumpur (Maleisië).

## Wedstrijden
| № | Plaats              | Datum             | Competitie                      | Wedstrijd         | Uitslag |
| - | ------------------- | ----------------- | ------------------------------- | ----------------- | ------- |
| 1 | Bangkok             | 24 mei 1971       | Azië Cup 1972 kwalificatie      | Thailand − Brunei | 10 − 0  |
| 2 | Singapore           | 31 mei 1983       | Zuidoost-Aziatische Spelen 1983 | Thailand − Brunei | 2 − 1   |
| 3 | Bandar Seri Begawan | 22 juli 1987      | Vriendschappelijk               | Brunei − Thailand | 1 − 1   |
| 4 | Jakarta             | 10 september 1987 | Zuidoost-Aziatische Spelen 1987 | Thailand − Brunei | 3 − 1   |
| 5 | Singapore           | 11 juni 1993      | Zuidoost-Aziatische Spelen 1993 | Brunei − Thailand | 2 − 5   |
| 6 | Singapore           | 6 september 1996  | Vriendschappelijk               | Thailand − Brunei | 6 − 0   |
| 7 | Jakarta             | 8 oktober 1997    | Zuidoost-Aziatische Spelen 1997 | Brunei − Thailand | 0 − 6   |
| 8 | Kuala Lumpur        | 20 december 2022  | Zuidoost-Azië Cup 2022          | Brunei − Thailand | 0 − 5   |

## Samenvatting
| Competitie                 | Totaal gespeeld | Winst Brunei | Gelijk | Winst Thailand | Doelsaldo Brunei – Thailand |
| -------------------------- | --------------- | ------------ | ------ | -------------- | --------------------------- |
| Azië Cup-kwalificatie      | 1               | 0            | 0      | 1              | 0 − 10                      |
| Zuidoost-Azië Cup          | 1               | 0            | 0      | 1              | 0 − 5                       |
| Zuidoost-Aziatische Spelen | 4               | 0            | 0      | 4              | 4 − 16                      |
| Vriendschappelijk          | 2               | 0            | 1      | 1              | 1 − 7                       |
| Totaal                     | 8               | 0            | 1      | 7              | 5 − 38                      |

Wedstrijden bepaald door strafschoppen worden, in lijn met de FIFA, als een gelijkspel gerekend.
NFABD
Bermuda ·
Bhutan ·
Cambodja ·
China ·
Filipijnen ·
Hongkong ·
India ·
Indonesië ·
Japan ·
Jemen ·
Laos ·
Macau ·
Malediven ·
Maleisië ·
Mongolië ·
Myanmar ·
Nepal ·
Oost-Timor ·
Pakistan ·
Rusland ·
Singapore ·
Sri Lanka ·
Tadzjikistan ·
Taiwan ·
Thailand ·
Vanuatu ·
Verenigde Arabische Emiraten ·
Zuid-Korea
FAT · A-internationals · Bondscoaches · Statistieken · Thais vrouwenelftal · Thailand U21 · Thailand U20 · Thailand U19 · Thailand U18 · Thailand U17
1950 – 1959 · 
1960 – 1969 · 
1970 – 1979 · 
1980 – 1989 · 
1990 – 1999 · 
2000 – 2009 · 
2010 – 2019 ·
2020 − 2029
Asian Cup 1972 ·
Asian Cup 1992 · 
Asian Cup 1996 · 
Asian Cup 2000 · 
Asian Cup 2004 · 
Asian Cup 2007
OS 1956 · 
OS 1968
1956 · 
1957 · 
1958 · 
1959 · 
1960 · 
1961 · 
1962 · 
1963 · 
1964 · 
1965 · 
1966 · 
1967 · 
1968 · 
1969 · 
1970 · 
1971 · 
1972 · 
1973 · 
1974 · 
1975 · 
1976 · 
1977 · 
1978 · 
1979 · 
1980 · 
1981 · 
1982 · 
1983 · 
1984 · 
1985 · 
1986 · 
1987 · 
1988 · 
1989 · 
1990 · 
1991 · 
1992 · 
1993 · 
1994 · 
1995 · 
1996 · 
1997 · 
1998 · 
1999 · 
2000 · 
2001 · 
2002 · 
2003 · 
2004 · 
2005 · 
2006 · 
2007 · 
2008 · 
2009 · 
2010 · 
2011 · 
2012 · 
2013 ·
2014 ·
2015 ·
2016 ·
2017 ·
2018 ·
2019 ·
2020 ·
2021 ·
2022 ·
2023
Afghanistan ·
Australië ·
Bahrein ·
Bangladesh ·
Bhutan ·
Brazilië ·
Brunei ·
Bulgarije ·
Cambodja ·
China ·
Congo-Brazzaville ·
Denemarken ·
Duitsland ·
Egypte ·
Estland ·
Faeröer ·
Filipijnen ·
Finland ·
Gabon ·
Georgië ·
Ghana ·
Hongkong ·
India ·
Indonesië ·
Irak ·
Iran ·
Israël ·
Japan ·
Jemen ·
Jordanië ·
Kameroen · 
Kazachstan ·
Kenia ·
Kirgizië ·
Koeweit ·
Laos ·
Letland ·
Libanon ·
Liberia ·
Libië ·
Liechtenstein ·
Luxemburg ·
Macau ·
Malediven ·
Maleisië ·
Malta ·
Marokko ·
Myanmar ·
Nederland ·
Nepal ·
Nieuw-Zeeland ·
Nigeria ·
Noord-Ierland ·
Noord-Korea ·
Noorwegen ·
Oezbekistan ·
Oman ·
Oost-Timor ·
Pakistan ·
Palestina ·
Papoea-Nieuw-Guinea ·
Polen ·
Qatar ·
Saoedi-Arabië ·
Singapore ·
Slowakije ·
Sri Lanka ·
Suriname ·
Syrië ·
Taiwan ·
Tadzjikistan ·
Trinidad en Tobago ·
Turkmenistan ·
Uruguay ·
Verenigde Arabische Emiraten ·
Verenigde Staten ·
Vietnam ·
Zuid-Afrika ·
Zuid-Korea ·
Zuid-Vietnam ·
Zweden